# Катаро-российские отношения
Катаро-российские отношения — дипломатические отношения между Катаром и Россией.

## Катаро-советские отношения
2 августа 1988 года между Россией и Катаром были установлены дипломатические отношения. СССР открыло своё посольство в Дохе 12 ноября 1989 года, а Катар в свою очередь открыл своё посольство в Москве 14 ноября 1989 года.

### Современный период
26 декабря 1991 года Катар признал Российскую Федерацию в качестве государства-продолжателя СССР. Россия имеет посольство в Дохе, а у Катара есть посольство в Москве.

### Политические связи
В 2001 году эмир Катара посетил Россию.
Отношения между странами ухудшились после того, как Зелимхан Яндарбиев был убит в Катаре 13 февраля 2004 года. Однако конфликт был вскоре исчерпан — 19 февраля 2004 года российскому правосудию были переданы двое российских граждан, задержанных в Катаре.
В третью годовщину смерти Яндарбиева президент России Владимир Путин прибыл в Катар с официальным визитом, где его встретил эмир Катара Хамад бин Халифа Аль Тани.
29 ноября 2011 года российский посол в Катаре Владимир Титоренко при прибытии в аэропорт Дохи в нарушение Венской конвенции был подвергнут таможенниками Катара несанкционированной проверке с применением грубой физической силы. Из-за нанесённых травм дипломат перенёс три операции по ликвидации разрыва и отслоения сетчатки глаза. МИД России заявил о понижении уровня дипотношений с Катаром из-за инцидента с российским послом.
Отношения между странами вновь обострились 7 февраля 2012 года, после того, как появилась информация об инциденте в стенах ООН. Катарский дипломат якобы пригрозил России потерей всех стран Лиги арабских государств в случае наложения ею вето на резолюцию Совета безопасности по Сирии, на что последовал жёсткий ответ со стороны представителя Российской Федерации в Совете Безопасности ООН Виталия Чуркина: Если вы будете разговаривать со мной таким образом, то уже сегодня не будет больше такого понятия, как Катар. Сам Чуркин, как и МИД России, эти слухи опровергли.

### Экономические связи
Российские и катарские газопроизводители пришли к соглашению о совместном развитии нефтеперерабатывающего производства на Ямале, параллельно договорившись о поставках халяльной оленины в Катар.
12 февраля 2007 года в Дохе в рамках официальной программы визита в государство Катар Президента РФ В. В. Путина состоялось подписание Соглашения о создании Российско-Катарского Делового Совета.
Председателем Российско-Катарского делового совета является российский предприниматель Ахмет Паланкоев.
3 июня 2016 года в рамках проходящего в Москве бизнес-форума было объявлено со создании совместного российско-катарского инвестиционного фонда "Gulf Russian business center".

### Посольства
- Посольство России в Дохе